# دیمیترو ماتسپورا
دیمیترو ماتسپورا (اوکراینی: Дмитро Сергійович Мацапура؛ زادهٔ ۱۰ مارس ۲۰۰۰) بازیکن فوتبال اهل اوکراین است.